# Vuelta Ciclista a Chiapas
La Vuelta Ciclista a Chiapas es una carrera de ciclismo en ruta por etapas que se disputa durante fines de noviembre, principios de diciembre en el Estado de Chiapas, al sur de México.
Su primera edición fue en 1980 pero su disputa ha sido en forma interrumpida, realizándose en esa oportunidad 3 ediciones y luego se dejó de disputar. En 1995, se volvió a correr y nuevamente fueron 3 ediciones. En 2008 fue la tercera vez que se relanzó la carrera y esa vez siendo de categoría internacional ya que fue incluida en el UCI America Tour 2008-2009 encuadrada en la categoría 2.2.

## Palmarés
| Año  | Ganador             | Segundo         | Tercero               |
| ---- | ------------------- | --------------- | --------------------- |
| 2008 | Gregorio Ladino     | Omar Cervantes  | Carlos López González |
| 2009 | Libardo Niño        | Gregorio Ladino | Víctor Niño           |
| 2010 | Mauricio Neiza      | Florencio Ramos | Wilmar Pérez          |
| 2011 | Iván Mauricio Casas | Vicente Muga    | Yeisson Delgado       |

- En amarillo, edición amateur.

## Palmarés por países
| País     | Victorias |
| -------- | --------- |
| Colombia | 4         |